# Hybalus rotroui
Hybalus rotroui är en skalbaggsart som beskrevs av Rudolph Petrovitz 1964. Hybalus rotroui ingår i släktet Hybalus och familjen Orphnidae. Utöver nominatformen finns också underarten H. r. peyerimhoffi.